# Kurt Kreuger
Kurt Kreuger, född 23 juli 1916 i Michendorf, Brandenburg, död 12 juli 2006 i Los Angeles, Kalifornien, var en tysk-amerikansk skådespelare.

## Rollista i urval
- 1941 – Människojakt
- 1943 – Sahara
- 1943 – Skräckdagar i Prag
- 1948 – Otrogen u.p.a.
- 1951 – Herzen im Sturm
- 1957 – Fienden i djupet
- 1959, 1964 – Perry Mason (TV-serie) (2 avsnitt)
- 1964 – Mannen från UNCLE (TV-serie) (1 avsnitt)
- 1966 – Vad gjorde du egentligen i kriget, farsan?
- 1967 – På farligt uppdrag (TV-serie) (1 avsnitt)
- 1976–1977 – Wonder Woman (TV-serie) (2 avsnitt)